# خاویر ویلنا
خاویر ویلنا (انگلیسی: Javier Villena؛ زادهٔ ۱۷ اوت ۱۹۶۶) بازیکن فوتبال است.